# Storia della Puteolana 1902
Questa voce racconta la storia della Puteolana 1902 dalla fondazione del Puteoli Sport ai giorni nostri.

## Il principio e gli anni dieci
Il calcio a Pozzuoli nacque agli inizi del Novecento grazie soprattutto ai dipendenti del cantiere inglese Armstrong, che contribuirono a diffondere questo sport nella cittadina campana. Nel 1902 sorse il Puteoli Sport, un circolo sportivo sito in via Napoli, che organizzava diverse attività, fra le quali il calcio, che veniva praticato nell'ambito cittadino e comunque a livello essenzialmente amatoriale.
Nel 1909 divenne Puteoli Sport Club e come colori assunse una casacca a strisce verticali bianco-rosse. La società non praticava unicamente il gioco del calcio ma anche altri sport, come la pallanuoto (dove giunse a disputare anche il campionato nazionale), il ciclismo e il podismo. Nel 1911 un articolo del quotidiano L'Operaio fa menzione di una partita del Puteoli che affrontò e batté l'Audacia e Liberi di Napoli per 3-0. Il quotidiano diede in seguito conto di svariate altre gare del club flegreo, svolte per amichevoli e tornei regionali. Dopo diverse gare a carattere amatoriale, nella stagione 1913-14 debuttò per la prima volta in un campionato ufficiale FIGC disputando il campionato di Terza Categoria, chiudendo al terzo posto dietro a Vomero e Bagnolese. L'anno successivo disputò il campionato di Promozione Campania, classificandosi inizialmente al primo posto davanti a Bagnolese e Società Sportiva Napoli. Tuttavia fu penalizzato di due punti per il tesseramento irregolare di alcuni giocatori provenienti dal disciolto Vomero, rendendo necessario lo spareggio per il primo posto con la Bagnolese, perso 0-1 il 9 maggio 1915 a causa di una sfortunata autorete di De Rosa. A causa del conflitto bellico l'attività calcistica fino al 1918 si svolse in ambito prettamente amichevole, mentre a partire dal 1919 ripartì l'attività ufficiale e la squadra assunse il nome di Unione Sportiva Puteolana adottando una maglia interamente rossa.

## Anni venti

Puteolana nel 1922

Nel 1919 la Puteolana partecipò, per la prima volta, al campionato di Prima Categoria (il massimo livello nazionale), venendo inserita nel girone campano insieme alle veterane Naples e Internazionale di Napoli e alle neopromosse Pro Napoli e Pro Caserta: l'impatto con il nuovo campionato fu positivo e, chiudendo il girone campano al secondo posto con undici punti, dietro soltanto all'Internazionale, la squadra riuscì nell'impresa di qualificarsi ai gironi di semifinale dell'Italia centro-sud. Il campionato della Puteolana si concluse nelle semifinali interregionali: inserita nel Girone A con i romani della Fortitudo e i toscani del Pisa, i Diavoli Rossi (così all'epoca era chiamata la Puteolana) si rivelarono di livello nettamente inferiore perdendo per 5-0 entrambe le trasferte, mentre in casa subì un'altra sconfitta, questa volta di misura (1-2), contro i forti romani; gli unici due punti giunsero a tavolino per la rinuncia del Pisa ormai estromesso dalla finale e pertanto demotivato ad affrontare una lunga e dispendiosa trasferta ferroviaria di circa 500 km per disputare una partita ormai ininfluente. La Puteolana concluse il girone al secondo posto a pari punti con il Pisa, staccata di ben sei punti dalla Fortitudo prima nel girone e perciò qualificata alla Finale contro la vincente dell'altro girone. Quando il presidente della FIGC Francesco Mauro visitò Napoli nel corso di un viaggio di propaganda per il Meridione, volle congratularsi con la Puteolana per la prestazione offerta nelle semifinali centro-meridionali. La formazione della Puteolana 1919-20 schierata nella partita di esordio nella massima serie era: Rinetti; Lobianco, Saviano; Forte, Pizzo, Cassese; Furlanetto, Peluso, Acuto, Parodi, De Martino.
Nella stagione 1920-21 la Puteolana dominò il campionato regionale vincendo sia il girone preliminare A, sia il girone finale campano. Conquistata così ancora una volta sul campo la qualificazione alle semifinali dell'Italia Centro-Sud, ne venne però estromessa a tavolino dal Comitato Regionale Campano che punì i diavoli rossi per l'invasione di campo dei propri tifosi nel corso dell'ultima partita contro il Naples (sospesa a dieci minuti dalla fine sul punteggio di 3-0 per i napoletani) squalificandoli e togliendoli dalla classifica; la società fu inoltre multata di migliaia di lire, il suo campo ad Arco Felice fu squalificato e alcuni dei suoi giocatori ricevettero pesanti squalifiche (il portiere Rinetti fu addirittura squalificato per due anni, mentre Moretti e Parodi furono squalificati per molti mesi). Si qualificò così al suo posto alle semifinali interregionali la Bagnolese. La stampa filoputeolana gridò al complotto accusando il Comitato Regionale Campano di essere costituito soprattutto da dirigenti delle società napoletane invidiosi per il dominio della Puteolana e sostenendo che l'invasione di campo fu solo il pretesto per estromettere i diavoli rossi dal campionato e garantire così la partecipazione alle Semifinali della partenopea Bagnolese; giustificò inoltre l'invasione del campo per mano dei tifosi puteolani con la rabbia per il costo proibitivo del biglietto e per l'arbitraggio, ritenuto favorevole al Naples, di Mario Argento. La stampa filopartenopea, invece, applaudì l'operato del Comitato Regionale accusando la Puteolana di comportamento antisportivo e i suoi dirigenti per non aver saputo o voluto prevenire l'invasione di campo e i conseguenti incidenti. La Puteolana presentò reclamo alla Presidenza Federale, la quale, tuttavia, confermò l'esclusione dalle Semifinali, pur revocando la squalifica del campo e riducendo notevolmente le squalifiche dei giocatori coinvolti, permettendo così a Rinetti, inizialmente squalificato per due anni, di prendere parte al campionato 1921-22. La formazione tipo della Puteolana 1920-21 era: Rinetti; Manfrenati, Elia; Paolino, Lasala, Moretti III; Lobianco, Peluso, Doglioli, Cavalieri, De Carluccio.
Nell'estate 1921 le maggiori 24 squadre settentrionali e tutte le squadre meridionali uscirono in massa dalla FIGC e crearono un loro campionato, quello CCI, suddiviso in due leghe, la Lega Nord e la Lega Sud, con finalissima nazionale tra le vincitrici delle due leghe.
Nel campionato CCI 1921-22 la Puteolana dominò ancora una volta il girone campano di Prima Divisione vincendo tutte le dodici gare disputate e qualificandosi così alla Fase Finale della Lega Sud contro gli altri campioni regionali del Centro-Sud. La Puteolana fu sorteggiata in Semifinale Lega Sud contro i campioni delle Marche dell'Anconitana, che il 14 maggio 1922 ebbero la peggio per 3-0, con reti di Elia al 9°, di Ponzone al 15° e di Parodi al 23°. Con questa vittoria la Puteolana si qualificò alla Finale di Lega Sud contro i romani della Fortitudo: il vincitore della partita avrebbe avuto l'onore, in qualità di campione del Sud, di contendere ai Campioni del Nord lo scudetto nella finalissima nazionale. La Finale di Lega Sud avrebbe dovuto disputarsi a Livorno, ma la Puteolana, per problemi organizzativi, rinunciò al beneficio del campo neutro. La finale di Lega Sud del 4 giugno 1922 si disputò dunque a Roma allo Stadio Nazionale e fu vinta dalla Fortitudo per 2-0: un'autorete del puteolano Lobianco al 20° e una rete del romano Bramante nella ripresa posero fine alle velleità della Puteolana di conquistare il titolo di campione del Sud e qualificarsi alla Finalissima per lo scudetto contro la Pro Vercelli. La formazione della Puteolana 1921-22, che sfiorò la qualificazione alla Finalissima per lo scudetto, era composta da: Rinetti; Farina, Lobianco; Cassese, Fiore, Moretti III; Elia, Polisano, Ponzone, Parodi, Paolino.
In quegli anni la squadra era una delle più competitive del meridione, ottenendo anche l'onore di affrontare il blasonato Genoa in amichevole il 16 aprile 1922 perdendo solo per 2-1 in un campo Armstrong pieno di spettatori (4.000): fu la Puteolana a portarsi a sorpresa in vantaggio già al 1º minuto (rete di Parodi), ma il Genoa pareggiò allo scadere del primo tempo per poi vincere grazie a una rete siglata a tre minuti dalla fine. I giocatori più competitivi della Puteolana dell'epoca erano Nicola Cassese, che in seguitò militò nel Napoli, Giuseppe Lobianco e Angelo Parodi, soprannominato "figlio del diavolo" dal campione del Genoa, il "figlio di Dio" De Vecchi, rimasto impressionato dalla foga agonistica mostrata da Parodi e dalla Puteolana nell'amichevole tra le due società già citata. Fu in questo periodo che la Puteolana ottenne dalla stampa il soprannome di Diavoli Rossi.
Il raggiungimento della Finale di Lega Sud 1921-22 fu, però, il canto del cigno per i Diavoli Rossi: dopo aver svolto alcune importanti amichevoli, fra cui quella col Genoa e la prima internazionale con la Unirea Bucarest (progenitrice della Dinamo), nell'ottobre 1922 la Puteolana non ebbe le forze economiche per proseguire le attività, e, dopo un vano tentativo di fusione con la Bagnolese, si sciolse. Dalle sue ceneri sorse in via provvisoria la Unione Sportiva Flegrea, che inglobò di fatto la Bagnolese, e disputò essenzialmente amichevoli nella prima metà del 1923. Fallito l'accordo tra gli elementi puteolani e bagnolesi per rendere definitiva la fusione, nell'estate 1923 la Fregrea fu sciolta e risorsero separatamente Puteolana e Bagnolese.
Nel 1923 si ha notizia di un club puteolano, il Gruppo Ginnico Sportivo Pozzuoli (colore sociale il bleu, anche se in qualche occasione vestì le rosse casacche), che iscrisse la prima squadra alla Seconda Divisione 1923-1924 e la seconda squadra alla Terza Divisione 1923-1924. Peraltro nel marzo 1924 la società assunse momentaneamente la denominazione di Puteolana per poi ritornare Gruppo Ginnico. Alla fine di agosto 1924 Unione Sportiva Studentesca Puteolana e Gruppo Sportivo Ginnico di Pozzuoli attuarono una fusione dando vita alla S.S. Puteolana Sporting Club, il cui obbiettivo era, stando al comunicato emanato al momento della fondazione, quello di «perpetrare le gloriose gesta dei Diavoli Rossi», curando «in modo speciale il giuoco del calcio», pur non trascurando gli altri sport. La società rifondata partecipò al campionato campano di Terza Divisione 1924-1925 vincendolo e venendo promossa in Seconda Divisione Campana. A inizio dicembre 1925, tuttavia, la Puteolana fu tardivamente ammessa d'ufficio insieme allo Stabia in Prima Divisione, tornando nella massima serie dopo tre stagioni di assenza. Gli anni in cui la Puteolana dominava il campionato campano erano, però, passati, anche perché i suoi giocatori più rappresentativi (Parodi, Cassese, Lobianco) erano andati a rinforzare altre squadre: il campionato campano di Prima Divisione 1925-1926, affrontato con una rosa costituita soprattutto da giovani, fu semplicemente disastroso. In otto partite la Puteolana non conquistò nemmeno un punto, siglando solo 5 reti contro le 29 incassate, e chiudendo il torneo all'ultimo posto, retrocedendo inevitabilmente in Seconda Divisione. La formazione tipo della Puteolana 1925-26 era: Guitto; Magliuolo, Spina; Cassese II, Gamba, Conte; Ciaramella, Lubrano, Cassese III, Scialoia, Sarnataro. Capocannoniere della squadra in quella travagliata stagione fu Ciaramella, con 3 reti.
Nella stagione 1926-27 la Puteolana rinunciò alla partecipazione al campionato di Seconda Divisione e si iscrisse al Campionato Provinciale Giovanile ULIC come Gruppo Sportivo Puteolana, dove militò con alterne fortune per tre stagioni. Nel frattempo i ricordi degli anni d'oro della Puteolana, ormai andati, spinsero la squadra del Napoli, impegnata nel giugno 1929 in un importante spareggio per la permanenza in Serie A contro la Lazio, ad indossare scaramanticamente le casacche rosse della Puteolana nello spareggio contro i biancocelesti, sperando di emulare le gesta dei diavoli rossi che dieci anni prima erano tra le squadre più competitive del centro-sud e, così, salvarsi: l'idea ebbe buon esito e i partenopei riuscirono a conquistare l'ambita salvezza.
Tornando alla Puteolana, la società granata nella stagione 1929-30 decise di iscriversi al campionato di Seconda Divisione Sud FIGC (quarto livello calcistico dell'epoca), ma il torneo fu disastroso per la squadra flegrea che finì all'ultimo posto a zero punti.

## Anni trenta

1932: il Dopolavoro Ansaldo Pozzuoli

Nel 1931 la Puteolana ritornò ai campionati uliciani, mentre nel 1931-1932 ottenne il settimo posto in Seconda Divisione come Dopolavoro Ansaldo Pozzuoli. Nel 1932 divenne poi ASF Puteolana e partecipò alla Terza Divisione in cui si piazzò prima, assieme all'Ebolitana, con la quale perse lo spareggio. Nel 1933-1934 il club tornò a disputare la Terza Divisione, facendo in seguito perdere le sue tracce. Nel 1934-1935 partecipò al campionato di Propaganda (ex ULIC) come Fascio Giovanile Pozzuoli. Nella Seconda Divisione 1936-1937, campionato di quinto livello, col ritrovato nome di Puteolana si piazzò seconda nel girone finale, dietro la Palmese. L'anno seguente divenne GIL Pozzuoli disputando sempre la Seconda Divisione sino al 1940. Nel 1940-41 si iscrisse al campionato di Prima Divisione che tuttavia non fu portato al termine per lo scoppio della guerra.

## Anni quaranta e cinquanta
Il 6 giugno 1944 fu fondata la Associazione Polisportiva Puteolana che disputò la Coppa della Liberazione ed in seguito i campionati di Prima Divisione, fin dal 1935 declassati al quarto livello. Nel 1947-48 la Puteolana vinse il Girone A del campionato di Prima Divisione Campana e, pur perdendo le finali promozione contro Maddalonese e Industria Meridionali Manifatturieri di Ponticelli, venne ammessa per allargamento dei quadri al campionato interregionale di Promozione, nuovo quarto livello del campionato italiano di calcio in seguito alla riforma della Serie C del 1948. Disputò questo campionato, antesignano dell'odierna Serie D, fino al 1951-52, allorché, grazie al terzo posto nel suo girone, fu ammessa alla nuova IV Serie. Mantenne la categoria per quattro stagioni, venendo relegata, al termine della stagione 1955-56, in Promozione, che successivamente cambiò denominazione dapprima in Campionato Nazionale Dilettanti (che, a dispetto del nome, era in realtà regionale, pur essendoci una fase nazionale per l'assegnazione dello scudetto dilettanti) e poi in Prima Categoria. In questo arco temporale, nel 1950-51 i puteolani Severino Mentoglio e Vittorio Girardi con 25 reti a testa vinsero entrambi il titolo di capocannoniere. Mentoglio si ripeté anche l'anno successivo, siglando 31 reti. In Prima Categoria (quinto livello dell'epoca) fu capocannoniere in quattro occasioni di fila Gennaro Illiano con 23 reti (dal 1958-59 al 1961-62). Nella stagione 1958-59 la Puteolana vinse il campionato regionale campano del Campionato Nazionale Dilettanti, ma non fu promossa in Serie D per motivi economici.
Tra le curiosità, il 10 maggio 1956 la Puteolana fece la prima apparizione sulla schedina del Totocalcio. Infine il club vinse la Coppa Disciplina 1959-60 a pari merito con il Moca Salerno.

## Gli anni sessanta e settanta
Il 12 ottobre 1960 la Puteolana, militante in Prima Categoria, si fuse con l'Alba Pozzuoli (neopromossa in Prima Categoria in seguito alla vittoria della Seconda Categoria 1959-1960), originando la U.S. Puteolana Alba di Pozzuoli. Si piazzò al secondo posto del campionato campano di Prima Categoria 1960-1961.
Dopo aver cambiato denominazione in Puteolana Unione Sportiva nell'ottobre 1961, nella stagione 1961-62 si classificò seconda nel Girone B della Prima Categoria, perdendo lo spareggio con la Flegrea; allo stesso campionato prendeva parte anche la Gioventù Puteolana della famiglia Gamba. Con questo club attuò una fusione il 30 giugno 1962, originando la Unione Sportiva Puteolana: conseguenza della fusione fu che la famiglia Gamba rilevò il primo club cittadino, e nella Prima Categoria 1962-1963 conquistò la promozione nel campionato semiprofessionistico di Serie D, dopo aver vinto per 3-2 lo spareggio per la promozione contro la Battipagliese. Militò stabilmente in questa categoria fino al 1969, quando retrocesse in Promozione. Il risultato migliore ottenuto fu il sesto posto nel campionato 1967-68. Nel 1963-64 Ciro Lubrano della Puteolana divenne capocannoniere del girone E di Serie D. Nel 1967-68 il puteolano Tiziano Frieri fu vice-capocannoniere con 22 reti.
Nella Promozione 1969-1970 ottenne il primo posto, così la famiglia Gamba, prima di lasciare il club, riportò Pozzuoli in Serie D. In quello stesso campionato militava l'Alba XXIII allenata da Francesco Fiore che si aggiudicò per tre volte (nelle stagioni 1966-67, 1968-69 e 1969-70) la Coppa Disciplina. Nel settembre 1970 l'Alba si fuse con la Puteolana, originando la nuova Unione Sportiva Puteolana, che disputò senza interruzioni la Serie D fino al 1979-1980. Il risultato migliore ottenuto in questo periodo fu il quarto posto nel 1973-74, piazzamento che le permise di prendere parte alla Coppa Italia Semiprofessionisti 1974-1975, nella quale, dopo aver superato il girone eliminatorio, venne eliminata ai sedicesimi di finale dal Cinthia Genzano. Nel 1977-78 per un solo punto non ottenne l'ammissione al neocostituito campionato di Serie C2, mentre nella stagione 1979-80 ottenne un diciassettesimo posto, che la declassò in Prima Categoria.

## Gli anni ottanta

Campania Puteolana 1987-1988

Al termine del campionato 1980-81 la Puteolana retrocesse in Prima Categoria, al quale non riuscì tuttavia ad iscriversi per problemi economici: la società fu costretta a ripartire dalla Terza Categoria, piazzandosi al terzo posto, per poi essere radiata dalla FIGC il 3 febbraio 1983. Nel frattempo primo sodalizio puteolano divenne la Flegrea Nuova Puteolana, che ottenne un secondo posto in Promozione 1981-1982.
Nel 1982-1983 l'Internapoli usò il proprio titolo sportivo dopo la fusione con un nuovo sodalizio puteolano appena affiliatosi per l'occasione: il club si denominò S.C. Puteolana 1909 e disputò il Campionato Interregionale (che sostituì la Serie D). Al termine del 1984-1985 retrocesse in Promozione Campania. Nella stagione successiva ottenne un quarto posto finale, ma il 13 novembre 1986 la società fu dichiarata ufficialmente inattiva.
Nel frattempo, nell'estate 1986 Mario Giocondo Mauriello, un imprenditore di origini puteolane, riportò il grande calcio a Pozzuoli trasferendo nella città flegrea la sede ed il titolo sportivo del Campania Ponticelli 1975, club che aveva rilevato dopo aver fatto fortuna ad Hong Kong. Nella prima stagione calcistica, quella del 1986-87, la nuova società denominata Campania Puteolana, disputò la Serie C1 piazzandosi al sesto posto. Nello stesso anno il club perse la finale della Coppa Italia di Serie C contro il Livorno. Nel 1987-1988 Mauriello vendette i giocatori migliori, sicché il Campania Puteolana allenato da Claudio Ranieri retrocesse in Serie C2. Antonio Marra Greco divenne il nuovo presidente (già lo fu del Campania di Ponticelli) e restituì alla città flegrea la terza serie nazionale dopo appena una stagione. Ottenne la salvezza nel 1989-1990 vincendo lo spareggio col Brindisi.

## Gli anni novanta
La squadra del presidente Marra Greco retrocesse in Serie C2 al termine del campionato 1990-91, e nel CND nel 1991-92. Infine, riportò il titolo sportivo a Ponticelli, lasciando un vuoto calcistico a Pozzuoli colmato in parte dall'unico club rimasto in città, la Unione Sportiva Puteolana 1909, che si piazzò all'ottavo posto in Promozione Campania 1992-1993, ed è ancora oggi attiva come seconda squadra di Pozzuoli.
Il 16 settembre 1993, per iniziativa di un gruppo di imprenditori puteolani capitanati da Fernando D'Auria,noto imprenditore stimato  dalla città di Pozzuoli ,rilevando il titolo del Casoria Calcio, diedero vita al  nuovo Comprensorio Puteolano. Il sodalizio militò in Eccellenza Campania 1993-1994, ottenendo subito la promozione nel quinto livello nazionale grazie alla vittoria negli spareggi promozione contro Sorianese e Sciacca. Antonio Dell'Annunziata fu capocannoniere del campionato con 22 reti, mentre il portiere Roberto Zitola stabilì un nuovo record di imbattibilità per il calcio puteolano, con 1111 minuti (recuperi esclusi).
Sotto la presidenza di Attilio Cesarano, la società continuò a militare nel CND, ottenendo dapprima una salvezza e poi un quarto posto (1995-96). Il 15 agosto 1996 il club cambiò denominazione in Pozzuoli Calcio. Dopo un ottavo posto nel campionato 1996-97, nella stagione successiva ottenne una salvezza stentata ottenuta solo vincendo ai rigori lo spareggio per non retrocedere con la Casertana. Il 29 luglio 1998 si trasformò in Football Club Puteolana. Nel CND 1998-1999 l'allenatore Gaetano Musella condusse la squadra al terzo posto finale con Salvatore Montaperto che si laureò capocannoniere del girone con 17 reti.
Con 12 reti di vantaggio sulla seconda, la Puteolana vinse il girone G del CND 1999-2000 ottenendo per la prima volta sul campo la promozione in un campionato professionistico: la Serie C2, grazie ad un primo posto conservato dalla prima alla trentaquattresima giornata. L'annata è particolarmente felice per il club puteolano, giacché anche la squadra Juniores si laureò campione nazionale, diventando la prima squadra campana a vincere tale categoria, battendo per 2-0 il Bassano nella finale unica di Foligno.

## Agli inizi del nuovo millennio
Il club puteolano militò nella Serie C2 2000-2001 ottenendo il quarto posto utile a qualificarsi ai play off promozione. Nelle semifinali dei playoff affrontò il Catanzaro, terzo classificato al termine della regular season, venendone eliminato in seguito a un doppio 0-0 per via della miglior posizione in classifica del Catanzaro. Seguì poi un lento declino della squadra, che, dopo aver vinto i play out col Tricase nel 2001-2002, nella stagione successiva retrocesse in Serie D in seguito a un campionato disastroso, concluso all'ultimo posto con soli sei punti in trentaquattro giornate, con il peggior attacco e la peggior difesa. Dopo una salvezza sofferta in Serie D nel campionato 2003-04, il declino proseguì con la retrocessione in Eccellenza al termine della stagione 2004-05. Subito dopo la retrocessione in Eccellenza la società venne rilevata dal presidente Salvatore Maddaluno, il quale, nonostante le promesse, non rafforzò adeguatamente la rosa, e il risultato fu che al termine della stagione 2006-2007 la Puteolana retrocesse dall'Eccellenza alla Promozione.
Nell'estate del 2007 il club ottenne un ripescaggio in Eccellenza, ma si trasferì a Marano di Napoli. Nell'estate del 2008 sorse la provvisoria ASD Atletico Puteolana derivante dal titolo sportivo di un club neoaffiliato con quello del Gragnano Calcio. Partecipò alla Serie D 2008-2009, retrocedendo in Eccellenza dopo aver perso i playout contro il Castrovillari, per poi spostare il titolo sportivo nuovamente nella città di Gragnano.
Seguirono alcuni anni senza la principale squadra cittadina (colmati in parte dalla presenza della Puteolana 1909, seconda squadra della città che disputò campionati minori), fino a quando nel 2012 col meccanismo di fusione dei titoli sportivi, grazie nuovamente all'Internapoli poté nascere la Puteolana 1902 Internapoli che s'iscrisse alla Serie D. Nel frattempo ha cambiato anche denominazione, trasformandosi in SSD Puteolana 1902. Dopo la retrocessione nel campionato di Serie D 2014-2015, la Puteolana evita di iscriversi ad alcun campionato fino alla stagione 2017/2018, dove usufruendo del trasferimento del titolo dell'Isola di Procida alle falde della Solfatara rinasce la Puteolana 1902. Attualmente proprietario del titolo è Carmine Franco che si occupa della gestione del club insieme al Dottor Marco Bottino. Alla seconda giornata del girone di ritorno la Puteolana occupa la terza posizione dell'Eccellenza Campania 2017-2018.